# GR-14 (Spanje)

De GR-14

De GR-14 of Autovía de acceso oeste al Puerto de Motril is een autovía in Andalusië. De snelweg van 3,1 kilometer verbindt de A-7 in Lobres met de N-340.